# Montañas Kozjak
Las montañas Kozjak (en esloveno: Kozjak) o Montañas Possruck (en alemán: Poßruck) es una cadena montañosa en los Alpes Lavanttal o Noric que se extiende al norte del Drava a lo largo de la frontera entre el estado austriaco de Estiria y Eslovenia. Su pico más alto, el Klementkogel (1.052 m), se encuentra en la frontera entre Austria y Eslovenia.

## Topografía
La cordillera limita al norte con el valle de Saggau, al sur con el Drava o (llamado Drau en Austria) y al oeste con el paso de Radl (en esloveno: Radelj ), mientras que en el este pasa sin problemas cerca de Spielfeld y Leutschach hacia las colinas Eslovenas (alemán: Windische Bühel, esloveno: Slovenske gorice). En el oeste, el Poßruck también se llama Radlkamm. Las montañas alcanzan su punto más alto, 1.052 m, en el Klementkogel (o Kapaunerkogel, esloveno: Kapunar) en el municipio de Großradl en Austria.

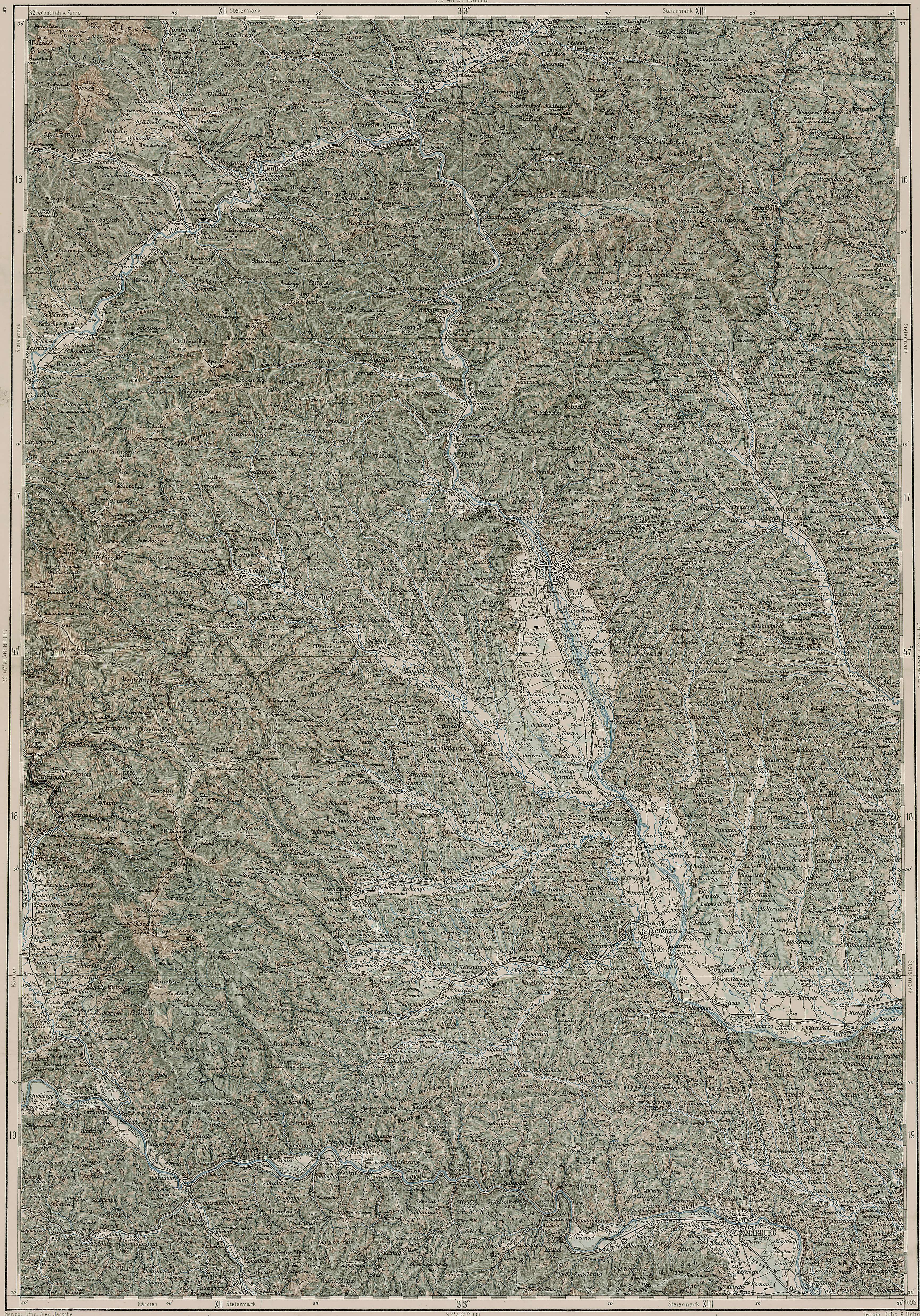
Las montañas y las colinas Eslovenas en el mapa de Europa Central, hoja 33 ° 47 ° Graz (abajo), 1893.

La cadena principal de las montañas forma la línea divisoria de aguas entre los ríos Mura y Drava, así como la frontera nacional en gran parte de su longitud. La frontera generalmente sigue el límite entre los distritos de Leibnitz y Marburg por un lado y Deutschlandsberg y Windischgraz por el otro, que están documentados en las hojas de mapa del levantamiento topográfico actual. Las desviaciones de esto surgen del hecho de que, en el reconocimiento de la frontera después del Tratado de Saint-Germain en 1919/20, los miembros de la comisión de demarcación de fronteras a veces tuvieron en cuenta las solicitudes de los agricultores que vivían en la cresta y se aseguraron de que sus las granjas se incorporaron a Austria o al Reino de Yugoslavia.

## Geología
El Possruck es una cordillera baja con una compleja combinación de rocas cristalinas, paleozoicas y terciarias. Su geología ha sido ampliamente investigada.

## Transporte y turismo
En la zona de las montañas, la Radlpass Straße, o carretera federal B76, pasa por la frontera entre la Estiria Occidental de Austria y la Baja Estiria de Eslovenia, cruzando el paso de Radl. Hay varias carreteras estatales y locales, como la de Langegg en el oeste a Jurij en el este, de Großwalz a Kirche zum Heiligen Geist am Osterberg, de Großradl a St. Pankratzen / Sveti Pankraciji, de Oberhaag a Remšnik (Remschnigg), de Arnfels a Kapla (Kappel) y de Schloßberg a Gradišče (Schlossberg).
Como Eslovenia es miembro del Acuerdo de Schengen, no ha habido controles fronterizos desde el 21 de diciembre de 2007.
Hay tres senderos austriacos de largo recorrido en las montañas:
- Camino de los Alpes del Sur (Südalpenweg, Ruta 03): atraviesa la longitud del Possruck, la ruta pasa cerca de la frontera nacional
- Sendero de Gran Recorrido Norte-Sur (Nord-Süd-Weitwanderweg, Ruta 05): comienza en el puerto de Radl, el extremo occidental de la cadena montañosa
- Camino de Mariazell (Mariazeller Weg, Ruta 06): atraviesa la zona en las proximidades de Eibiswald